# Cequelinos
Cequelinos (llamada oficialmente San Miguel de Cequeliños) es una parroquia y un lugar del municipio español de Arbo, en la provincia de Pontevedra, Galicia.

## Toponimia
La parroquia también es conocida por los nombres de San Miguel de Cequelinos y San Miguel P. de Cequelinos.

## Historia
Hacia mediados del siglo XIX, el lugar, por entonces referido como una feligresía, tenía contabilizada una población de 457 habitantes. Aparece descrito en el sexto volumen del Diccionario geográfico-estadístico-histórico de España y sus posesiones de Ultramar de Pascual Madoz con las siguientes palabras:

CEQUELINOS (San Miguel): felig. en la prov. de Pontevedra (8 leg.), part. jud. de Cañiza (1), dióc. de Tuy (6), ayunt. de Arbo (1/2): sit. en las inmediaciones del r. Miño á la falda del monte de la Cigarreira; donde la combaten principalmente los aires del NE.; el clima es templado, y las enfermedades comunes, calenturas de diferentes clases. Tiene 121 casas distribuidas en el l. de su nombre, y en los de Cigarreira, Charco, Iglesia, Laceira, la Moreira, Mandelos, Miñoteira, Picoto, Rasela, Regado Vico, Rivas de Miño y Rial. La igl. parr. dedicada á San Miguel está servida por un cura cuyo destino es de entrada, y de provision de S. M. ó del diocesano, segun los meses en que ocurre la vacante. Confina el térm. N. felig. de Albeos; E. r. Miño; S. felig. de Mourentan, y O. la de Sta. Cristina. El terreno es de buena calidad, atraviesa por él un camino muy malo, que dirije desde Tuy á Orense: el correo se recibe por Cañiza. prod.: centeno, maiz, castañas, lino, vino, legumbres, hortaliza, y frutas de todas clases; se cria ganado vacuno, de cerda, lanar y cabrio; hay caza de liebres conejos y perdices; y pesca de varias especies en el Miño. comercio: estraccion de ganado vacuno para Portugal, y de lino para distintos puntos de la comarca: importándose los géneros de vestir, y comestibles necesarios. pob.: 107 vec., 457 alm. contr.: con su ayuntamiento. (V.)
(Madoz, 1847, pp. 316-317)

## Organización territorial
La parroquia está formada por ocho entidades de población:
- Cequelinos (Cequeliños)
- Cigarreira (A Cigarreira)
- Iglesia (A Igrexa)(Igrexa)
- Mandelos
- Moreira (A Moreira)
- Picoto (O Picoto)
- Rasela (A Rasela)
- Ribas de Miño

## Demografía

### Parroquia
| Gráfica de evolución demográfica de Cequelinos (parroquia) entre 2000 y 2023 |
|                                                                              |
| Datos según el nomenclátor publicado por el INE.                             |

### Lugar
| Gráfica de evolución demográfica de Cequelinos (lugar) entre 2000 y 2023 |
|                                                                          |
| Datos según el nomenclátor publicado por el INE.                         |

## Patrimonio
- Iglesia de San Miguel.[10]